# Hühnerkanone

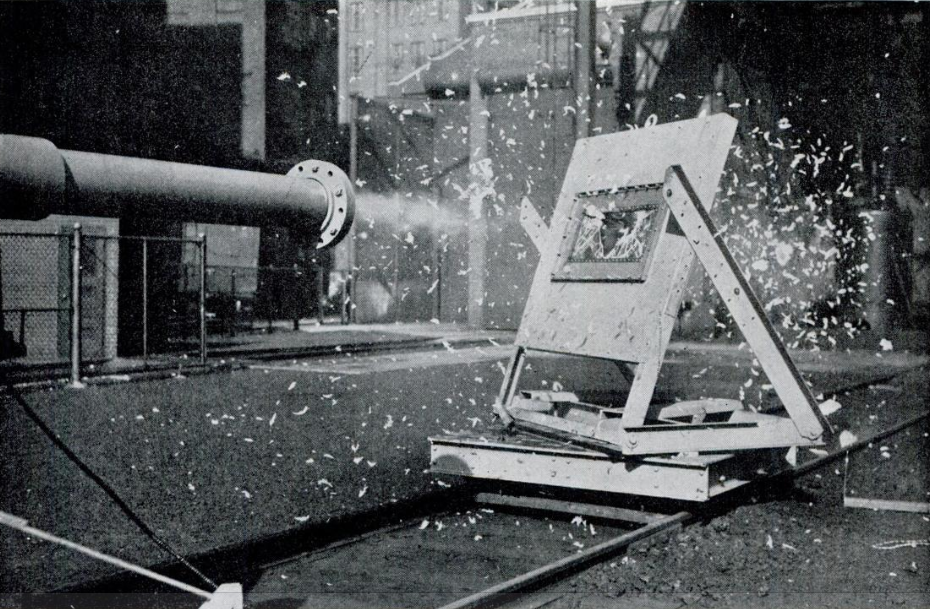
Eine von der US CAA und Westinghouse Electric entwickelte Hühnerkanone wird auf eine Glasscheibe abgeschossen, um ihren Einsatz bei der Prüfung von Flugzeugkomponenten zu demonstrieren.

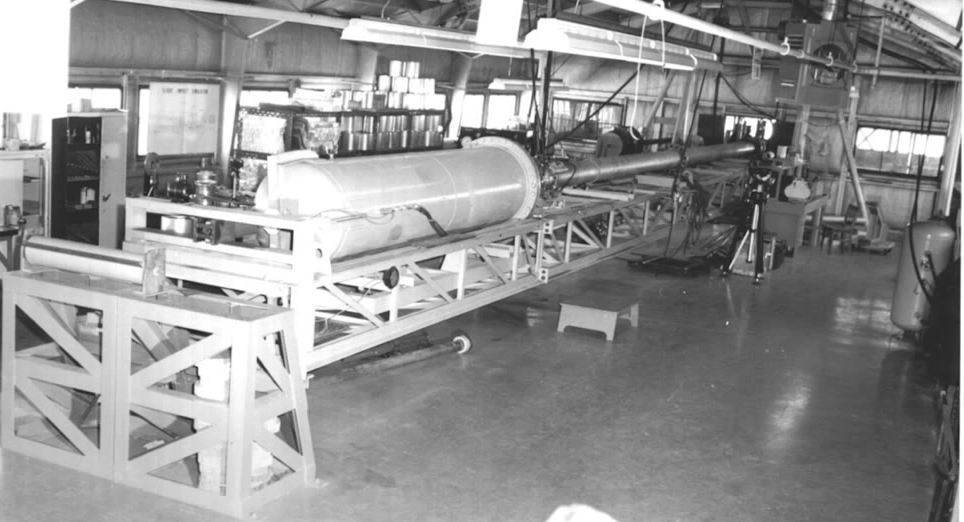
Eine Hühnerkanone der Flight Impact Simulator Facility in Ottawa, Fotografiert im Canada Aviation and Space Museum

Eine Hühnerkanone ist eine Pressluftkanone großen Durchmessers, die benutzt wird, um die Widerstandsfähigkeit und Sicherheit von (Fahrzeug- und Flugzeug-)Bauteilen zu testen, indem Objekte auf diese Bauteile geschossen werden. Eine häufige Gefährdung von Flugzeugen ist, dass sie im Flug mit Vögeln zusammenstoßen. Die meisten Teile eines Flugzeugs sind widerstandsfähig genug, einen Vogelschlag zu überstehen. Allerdings können Flugzeugtriebwerke großen Schaden nehmen. Die Scheiben des Cockpits sind notwendigerweise aus transparentem, dünnem Material hergestellt und dadurch ein anfälliger Punkt. Auch Fahrwerk, Flügel- und Leitwerkvorderkanten sind gefährdet. Neben Vogelschlag wird auch ein Einschlag von großen Hagelkörnern erprobt sowie von Beton- und sonstigen Teilen, die von einer Start- oder Landebahn aufgeschleudert werden können.

## Entwicklung
Die Hühnerkanone wurde entworfen, um Vogeleinschläge mit hoher Geschwindigkeit simulieren zu können. Sie wurde nach der ungewöhnlichen Munition benannt: Für eine Luftfahrtzulassung ist eine „kanadische Standardwildgans“ vorgeschrieben, die zum einen recht groß und schwer ist, und zugleich sehr stabile Knochen besitzt. Es wurde festgestellt, dass sich hiermit ein großer, lebensechter Vogel im Flug ausreichend nachstellen lässt. Das Versuchsziel bleibt an einem bestimmten Punkt fixiert, und die Kanone wird dazu verwendet, die Gans in die Turbine, Windschutzscheibe oder andere Teststruktur zu schießen.
Die Kanone wird durch einen Presslufttank betrieben. In den 1970er Jahren verwendete das Unternehmen Goodyear Aerospace in Litchfield Park (Vereinigte Staaten) eine Kanone mit einer Keramik-Membran, um den Presslufttank von dem Zylinder der Kanone abzuschließen. Um die Kanone abzufeuern, wurde eine magnetgesteuerte Nadel verwendet, welche die Membran durchstieß (dann zerspringt diese in Splitter), wodurch die Pressluft die Gans (in ihrem Behälter, einem zylindrischen Speiseeiskarton) durch das Rohr schoss. An der Mündung hielt ein Metallring den Karton auf, ließ jedoch die Gans durch. Zeitlupenkameras nahmen den Einschlag der Gans in die Windschutzscheibe im Testumfeld wahr. Diese Kameras wurden zeitgleich mit dem Reißen der Membran ausgelöst.
Es wird angestrebt, nicht mehr echte Gänse zu verschießen, sondern runde Gelatine-Proben.

## Verwendung
Die Hühnerkanone wurde erstmals Mitte der 1950er Jahre von der de Havilland Aircraft Company in Hatfield, Großbritannien verwendet. Sie wurde mit einem genauen Countdown von einem Blockhaus in den Wäldern in der Nähe des Firmensitzes abgefeuert. Die Hühner wurden von einer ansässigen Farm am Rande des Waldes bezogen und kurz vor dem Abfeuern getötet. Nach dem Abfeuern wurden die Flugzeugturbinen fortgeschafft und auf ihren Schaden hin untersucht. Hochgeschwindigkeitskameras nahmen den gesamten Einschlagvorgang auf.
Frühe Verwendung fanden Hühnerkanonen auch beim Royal Aeronautical (Aircraft) Establishment (RAE) in Farnborough (Großbritannien) im Jahr 1961.
Die United States Air Force beauftragte AEDC Ballistic Range S-3, Flugzeugüberdachungen zu testen. Die Hühnerkanone wurde später zum Testen bestimmter Flugzeugteile, wie beispielsweise der Anströmkanten von Flügeln, verwendet.

## Popkultur
Seit längerer Zeit existiert eine moderne Sage, nach der die Kanone einst einer anderen Behörde ausgeliehen wurde, die statt aufgetauter Hühnchen tiefgefrorene abfeuerte.
In der Sendung MythBusters wurde eine Hühnchenkanone für verschiedene Experimente verwendet. Es wurde sowohl mit tiefgefrorenen als auch aufgetauten Hühnchen geschossen, um die Cockpitscheiben eines Privatflugzeugs zu testen. In einer späteren Sendung wurden die Tests mit abgeänderten Zielen, bestehend aus mehreren Lagen Glasscheiben, wiederholt. Dabei durchschlugen die gefrorenen Vögel mehr Lagen Glas als die aufgetauten Vögel, womit nachgewiesen wurde, dass gefrorene Hühnchen doch eine größere Durchschlagskraft besitzen, was wiederum den Kern des Mythos bestätigt.
In der CBC-Comedyserie Royal Canadian Air Farce wird häufig eine Hühnerkanone eingesetzt, um Gummihühner und andere Geschosse auf Bilder von Personen in den Schlagzeilen zu schießen.